# Jónína Leósdóttir
Jónína Leósdóttir, född 16 maj 1954 i Reykjavik, är en isländsk författare, dramatiker och journalist.
Hon är sedan 2010 gift med den tidigare isländska statsministern Jóhanna Sigurðardóttir. Hon har en son från ett tidigare äktenskap.
Leósdóttir tilldelades 2008 det isländska poesipriset Jón från Vörs diktkäpp (isländska: Ljóðstafur Jóns úr Vör)